# Manno Sándor
Manno Sándor (Budapest, 1948. november 4. –) a Számítástechnikai és Automatizálási Kutatóintézet nyugdíjazott munkatársa, magyar villamosmérnök, a Primo hazai tervezésű és gyártású mikroszámítógépek egyik konstruktőre, valamint – többek között – a VARYTER, és a SYSTER mikroprocesszoros terminálok vezető tervezője.

## Életpályája
Műszaki tanulmányait a Budapesti Műszaki és Gazdaságtudományi Egyetemen 1973-ban hiradástechnika szakon végezte el. Majd ugyanebben az évben a Számítástechnikai és Automatizálási Kutatóintézet (SZTAKI) munkatársa lett.
1983-től kezdve a Primo nevű mikroszámítógép hardverének kifejlesztésében vett rész. Feladata a számítógép videó és képgenerátor alrendszerének megtervezése volt. Ennek a számítógépnek a forgalmazását 1984. május 15-én kezdték meg Magyarországon. A szocialista országokban az első olyan házi számítógép volt a Primo, amelyet nagyobb sorozatban gyártottak és boltban árusítottak.

## Fontosabb fejlesztési, amiben részt vett
- MS700 multiprocesszoros rendszer (1975)
- Colour Display Processor (CDP)  (1979)
- Mikroprocesszoros terminálfejlesztés: VARYTER, a SYSTER (1979)
- SOKBOX
- TPS-1 típusú és HBOX X.25-ös kapcsológépek
- Archív filmmentő, amelyet az első magyar színes film, a Ludas Matyi restaurálási munkálataihoz használták[1][2]